# Siemens PC-D
Der PC-D bzw. PC-X ist ein Personal Computer, den Siemens von 1982 (PC-X) bzw. 1984 (PC-D) bis 1986 verkaufte. Der PC-D war der erste MS-DOS-PC der Siemens AG, allerdings nur eingeschränkt IBM-PC-kompatibel.
Die PC-D Linie wurde zugunsten der Produktion des PCD-2 aufgegeben.

## Unterschied Siemens PC-D und Siemens PC-X
Grundsätzlich sind der Siemens PC-D und PC-X baugleich. Der PC-D war mehr für Privatanwender konzipiert und wurde als erster PC von Siemens mit MS-DOS (2.11, zuletzt auch 3.20) ausgeliefert, der PC-X dagegen mit Sinix, dem siemenseigenen Unix-Derivat. Der PC-X war somit auf professionellere Anwendungen zugeschnitten. Außerdem erhielt er standardmäßig 1 MB RAM, eine Festplatte und eine MMU.

## Ausstattung und Unterschiede zur IBM PC-Architektur
Der PC-D bzw. PC-X arbeitet mit einem Intel-80186-Prozessor mit 8 MHz und verfügt über 128 KB bis maximal 1 MB Arbeitsspeicher. Die Basisvariante verfügte lediglich über ein Diskettenlaufwerk, optional war ein zweites Diskettenlaufwerk oder eine Festplatte mit 13 oder 20 MB erhältlich. Der Rechner ist teilweise zum IBM PC kompatibel. Die auffälligsten Unterschiede sind:
- Der Intel 80186-Prozessor.
- Das 5 1⁄4″-Diskettenlaufwerk unterstützt neben dem 360 KB-IBM-Format (40 Tracks) auch das im PC-Sektor unübliche Format von 720 KB (80 Tracks).
- Grafikdarstellung mit 640×350×1 bit: Die Grafikkarte ist zu üblichen PC-Standards (MDA, Hercules, CGA etc.) inkompatibel. Wie beim bekannteren Olivetti M24 auch, erfolgt die Stromversorgung des Monitors über die Grafikkarte.
- Serielle Schnittstellen nach dem V.11-Standard für Tastatur und Maus.
- Für Drucker gibt es Schnittstellen sowohl nach dem V.11- als auch nach dem sonst im PC-Bereich üblichen V.24-Standard; eine parallele Schnittstelle war jedoch nur als Zubehör erhältlich. Ohne diese wurden mit LPT1 und LPT2 die seriellen Schnittstellen angesprochen.
- Die Tastatur verfügt über einen eingebauten Lautsprecher.
- Abweichendes Tastaturlayout: unter anderem gibt es eine eigene Hilfe-Taste und Tasten zur Druckersteuerung, während zur Cursorsteuerung lediglich fünf Tasten (←↓↑→ und Home) verfügbar sind.
- Inkompatibles Bussystem (VG96 Local Bus).
- Der Ein-/Ausschalter kann per Software blockiert werden.
- Es gibt eine Debug-Taste, mit der die Registerwerte des Prozessors angezeigt werden können.
- Die auf der Hauptplatine vorhandene SCSI-Schnittstelle. Die von Siemens angebotenen Festplatten mit 13 bzw. 20 MB wurden allerdings nicht direkt angeschlossen. Stattdessen wurden Festplatten mit ST506-Schnittstelle mit gesonderter Controllerplatine verwendet.

## Zubehör
Siemens verkaufte diverses Zubehör für den PC-D / PC-X. Dazu gehörten u. a. eine Centronics-Schnittstelle, eine Maus und die Nadel- und Tintenstrahldrucker PT88/89 im DIN A4- bzw. im DIN A3-Format mit neun Nadeln bzw. Düsen und serieller Schnittstelle.
Das Softwareangebot für den PC-D war vergleichsweise überschaubar. Es gab aber unter anderem ein MS-DOS bis Version 3.20, Microsoft Word, Microsoft Multiplan, Microsoft Chart, dBase II, einen GW-BASIC-Interpreter und -Compiler und sogar Microsoft Windows (1.02). Es gab auch eine Sammlung vergleichsweise einfacher Spiele. Eine Kostbarkeit war eine gepatchte Version des Microsoft Flight Simulator.
Die meisten DOS-Anwendungen für den IBM PC waren auf dem PC-D nicht ohne Änderung lauffähig, Die meisten Windows-Anwendungen hingegen konnten zwischen beiden Systemen ausgetauscht werden. Grund dafür war, dass auf dem PC-D mit DOS/Windows zwar DOS oder Windows system calls unterstützt wurden, nicht aber die (von DOS Programmen häufiger verwendeten) lower level/hardware system calls. Verwendete eine Anwendung diese lower level calls, so musste sie (z. B. mit dem Debugger) gepatcht und/oder ggf. rekompiliert werden, um auf der nicht 100 % IBM-kompatiblen Siemens PC-D Hardware lauffähig zu werden. So gepatchte Anwendungen waren dann im Gegenzug normalerweise nicht mehr auf normalen IBM-Kompatiblen lauffähig.